# Nkomi
Les Nkomi (ou N'komi) sont une population gabonaise implantée dans la province de l'Ogooué-Maritime. Ils font partie du groupe Myènè.

## Histoire
Au début du XIXe siècle, ils vivaient sous l'autorité d'un chef portant le titre de Rè-Ngondo. Rè-Ntcholo, le plus puissant d'entre eux, mourut vers 1830. Chaque année, les Nkomi se rassemblaient sous l'autorité du Rè-Ngondo dans la plaine d'Ondjingo pour traiter des affaires de la tribu et assister à l'exécution des condamnés à mort.

## Langue
Selon la classification des langues bantoues établie par Malcolm Guthrie le nkomi appartient au groupe des langues myènè (B10) et est codé B11e.
En 2000 le nombre de locuteurs était estimé à 20 000.

## Société
Paul du Chaillu, dans la traduction de son Voyages et aventures dans l'Afrique équatoriale, de 1863, évoque la société des Nkomi (appelés ici « Commis ») et la construction de l'habitation, avec annexes, dans laquelle les Nkomi, dans la lagune Fernan Vaz, l'ont hébergé vers 1857. Comme les Fangs, ils édifient, alors, un abri fermé, protégé par un féticheur, « docteur et oracle » du village. Chaque abri contient un coffre protégeant les reliques d'un ancêtre qui peut être dangereux ou bénéfique si on lui apporte des offrandes suffisantes, et on y entretient un feu, sans cesse. Avec des plumes de perroquet rouge, des pains de craie et d'ocre rouge sont déposés dessus, dont toute personne qui fait un vœu se fait des marques sur le corps. L'abri est maintenu sous la protection du « plus ancien chef de cette famille ».